# Larry McCray

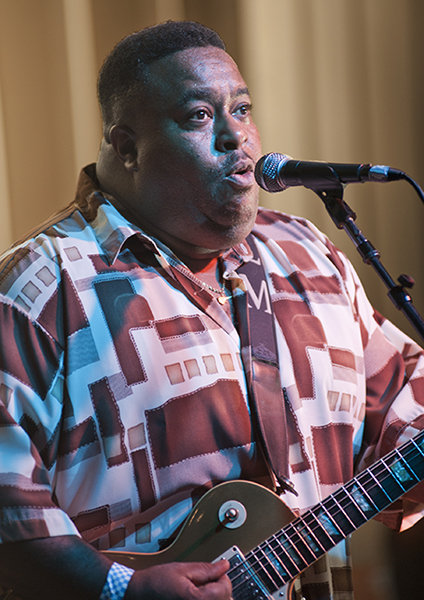
Larry McCray (2011)

Larry McCray (* 5. April 1960 in Magnolia, Arkansas, USA) ist ein US-amerikanischer Bluesgitarrist, Sänger und Songwriter.

## Biografie
McCray wuchs als zweitjüngstes von neun Geschwistern auf einem Bauernhof auf. Seine Familie zog 1972 nach Saginaw (Michigan). In der Schulband spielte er Saxofon, Gitarrespielen lernte er von seiner Schwester Clara. McCrays Liebe zum Blues wurde unter anderem von den drei Kings – B. B., Freddie und Albert – beeinflusst. Er spielte in lokalen Clubs mit seinen Brüdern Carl am Bass und Steve am Schlagzeug.
Nach der High School arbeitete McCray am Fließband bei General Motors, bevor er sein Debütalbum Ambition (1991) für Point Blank Records aufnahm. Es wurde im Kellerstudio eines Freundes in Detroit aufgezeichnet. Bald darauf tourte er mit seinem Label-Kollegen Albert Collins. Sein zweites Album Delta Hurricane (1993) wurde von Mike Vernon produziert. Der Erfolg der beiden Alben zog zahlreiche Auftritte und Tourneen nach sich, etwa mit Buddy Guy, Jimmie Vaughan, Albert King und B. B. King sowie vielen anderen namhaften Bluesmusikern. Es erschienen weitere Alben wie Meet Me at the Lake (1993) und Born to Play the Blues (1998).
1999 nahm McCray eine Coverversion von Bob Dylans All Along the Watchtower für das Tributealbum Tangled Up in Blues auf. Im Jahr 2000 gründete McCray zusammen mit Paul Koch sein eigenes unabhängiges Label Magnolia Records; das Album Believe It war dessen erste Veröffentlichung. Im selben Jahr spielte McCray neben Jimmy Thackery als Gastgitarrist auf Sista Monica Parkers Album People Love the Blues. Es folgten 2001 das Album Blues Is My Business und 2005 McCrays erstes Livealbum Live on Interstate 75. 2007 kam das Studioalbum Larry McCray heraus.
Doch der Erfolg begann nachzulassen. 2013 wurde bei McCray Prostata-Krebs diagnostiziert. Seine Ehe zerbrach, und er musste seinen Sohn alleine großziehen. 2014 meldete er sich mit The Gibson Sessions zurück.
2021 erschien auf Joe Bonamassas Label Keeping the Blues Alive (KTBA) das Album Blues Without You, das McCrays Karriere neuen Schwung verlieh. Ebenfalls bei KTBA folgte dann 2025 mit 10 Songs "Heartbreak City".

## Auszeichnungen
- 2000: Orville Gibson Male Blues Guitarist of the Year[5]
- 2015: Sonny Payne Award for Blues Excellence[3]
- Lifetime Achievement Award der Detroit Blues Society[3][10]